# Greg Davies
Greg Davies (właśc. Gregory Daniel Davies, ur. 14 maja 1968 w St Asaph) – walijski komik i aktor. Występował m.in. w serialach Kuku i The Inbetweeners. Od 2015 wraz z Alexem Horne'em prowadzi brytyjski komediowy program telewizyjny Taskmaster.

## Życiorys

### Młodość, wykształcenie i wczesna kariera
Uczęszczał do szkoły w angielskim mieście Wem, w hrabstwie Shropshire. Studiował dramat i filologię angielską na uczelni Brunel University London, które to studia ukończył w 1990. Przed rozpoczęciem kariery komediowej przez trzynaście lat nauczał dramatu.

### Kariera telewizyjna i komediowa
W latach 2008–2010 grał rolę apodyktycznego nauczyciela Phila Gilberta w serialu The Inbetweeners, jak również w filmowej kontynuacji serialu z 2011 roku, Seksualni, niebezpieczni.
W 2010 roku pierwszy solowy występ stand-up Daviesa na festiwalu w Edynburgu, Firing Cheeseballs At A Dog, nominowany był do Edinburgh Comedy Awards.
W latach 2012–2019 grał główną rolę w serialu Kuku, za co w 2013 otrzymał nominację do nagrody BAFTA za najlepszy występ męski w programie komediowym.
Od 2015 prowadzi wraz z Alexem Horne'em komediowy program telewizyjny Taskmaster.
Tworzył serial Man Down, emitowany w latach 2013–2017 na kanale Channel 4, w którym wciela się w rolę nauczyciela Dana. Od 2022 jest również twórcą i scenarzystą serialu komediowego Czyściciel (ang. The Cleaner), adaptacji Der Tatortreiniger. W serialu Davies gra zajmującego się czyszczeniem miejsc zbrodni Paula Wicksteada.

### Życie prywatne
W latach 2007–2015 był w związku z Liz Kendall, polityczką brytyjskiej Partii Pracy.
W 2022 otrzymał honorowy doktorat Brunel University.